# Anastatus lichtensteini
Anastatus lichtensteini är en stekelart som först beskrevs av Ruschka 1921.  Anastatus lichtensteini ingår i släktet Anastatus och familjen hoppglanssteklar. Inga underarter finns listade i Catalogue of Life.